# معبد شیراهاتا (نیشیمیکادو، شهر کاماکورا)

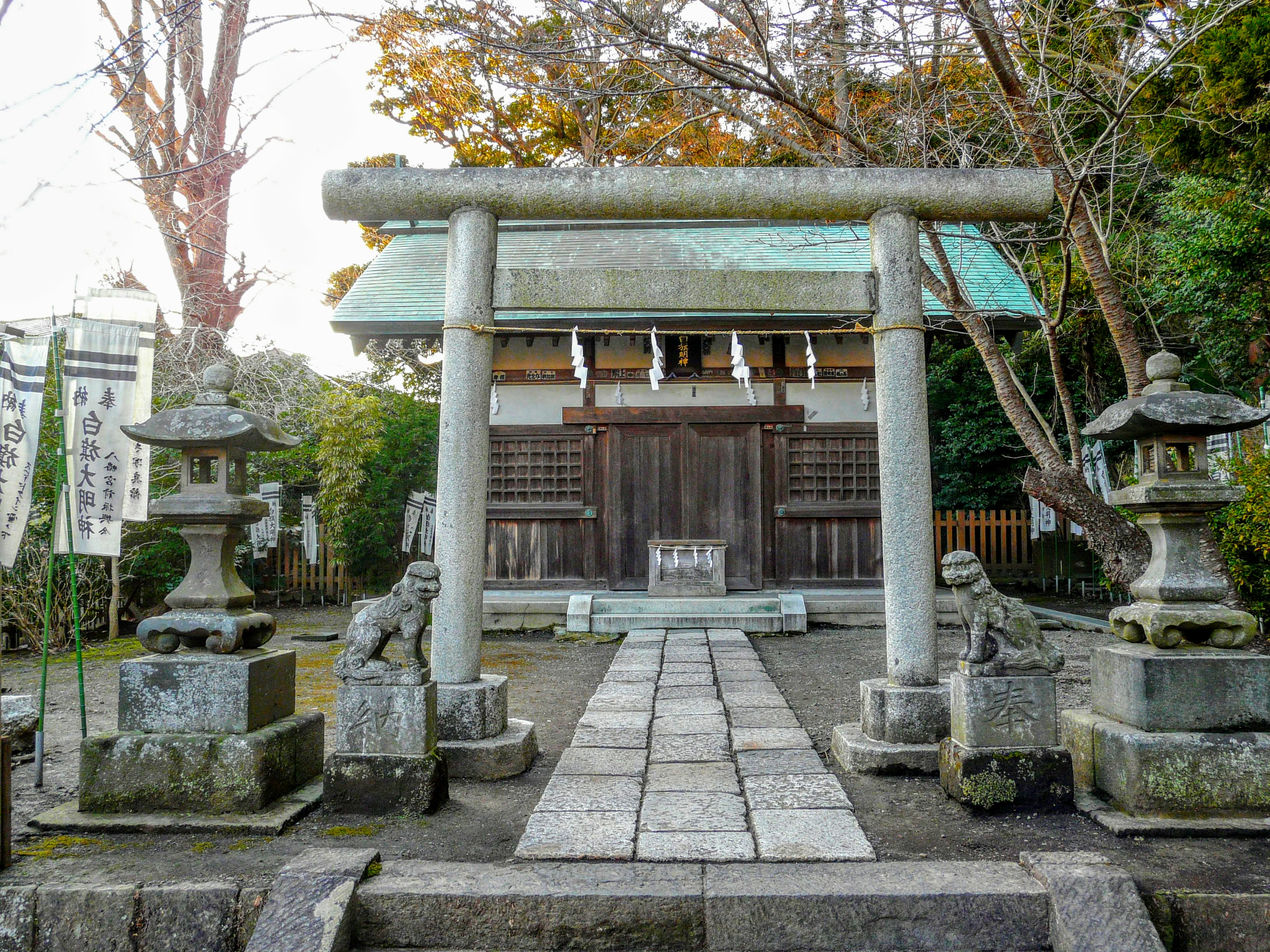
معبد شیراهاتا

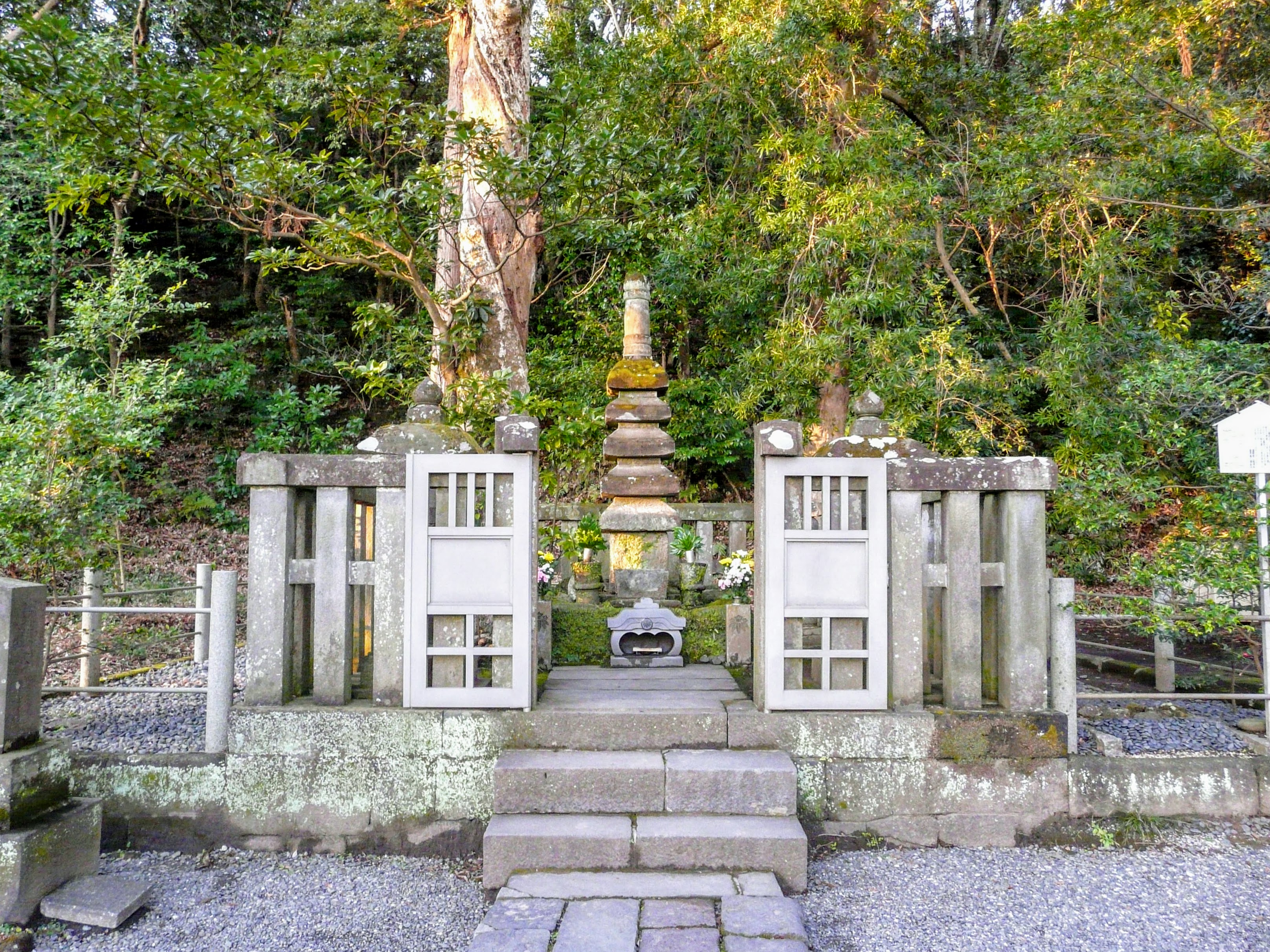
گورینتو و قبر میناموتو نو یوریتومو

معبد شیراهاتا (به ژاپنی: 白旗神社 しらはたじんじゃ)، این زیارتگاه یک معبد شینتویی است که در نیشیمیکادو، شهر کاماکورا، استان کاناگاوا واقع شده است. مقبره میناموتو نو یوریتومو در این معبد قرار دارد. مقبره هوجو یوشیتوکی نیز نزدیک به ۷۰ متری شرق معبد شیراهاتا قرار دارد. این معبد توسط دولت به عنوان یک مکان تاریخی تعیین شده است.